# The Sisterhood
The Sisterhood è la band per la quale Andrew Eldritch, cantante e leader dei The Sisters of Mercy, ha pubblicato un solo album: Gift del 1986.
La formazione comprendeva Patricia Morrison (di lì a poco nei redivivi Sisters of Mercy), Alan Vega, James Ray e Lucas Fox.
Gift, contenente soltanto cinque tracce, è stato realizzato col solo scopo di impedire a Wayne Hussey e Craig Adams (ex membri degli stessi Sisters) di utilizzare il nome "The Sisterhood" per la loro nuova band, in seguito chiamata The Mission.

## Discografia

### Album in studio
- 1986 - Gift

### Singoli
- 1986 - Giving Ground